# Can Pla (Vidreres)
Can Pla és un edifici del municipi de Vidreres (Selva) inclosa en l'Inventari del Patrimoni Arquitectònic de Catalunya.

## Descripció
L'actual masia consta de dues parts perfectament diferenciades.
Per una banda, tenim el cos antic, que correspon a la masia primigènia, que consta de dues plantes: la planta baixa recull tres obertures, com són el gran portal adovellat, d'arc de mig punt amb unes dovelles considerables pel que fa a la seva mida. Flanquejat per dues obertures rectangulars -una cada banda- de llinda monolítica conformant un arc pla, amb muntants de pedra i cobertes amb un enreixat de ferro forjat. Pel que fa al primer pis o planta noble, aquest recull tres obertures de similars característiques: de llinda monolítica amb tres arquets de mig punt perfilats en la llinda, muntants de pedra i ampit treballat. Destaca en especial la central, perquè la llinda, a part d'albergar els tres petits arquets, també recull uns relleus interessants en forma de rosasses circulars. Aquest cos està cobert amb una teulada de vessants a laterals.
D'altra banda, el cos nou és molt recent (aproximadament uns deu anys). Aquest és fruit de la rehabilitació integral a que es va sotmetre la masia. Està adossat a ponent i recull un garatge i dependències. S'ha intentat respectar al màxim l'estètica rústica que posseïa la masia primigènia. És per això que s'ha utilitzat per la construcció el mateix tipus de pedra imperant en el cos antic. Amb això, per tant, el que s'ha aconseguit és suavitzar el pas visual de la part vella a la part nova. Finalment, cal remarcar que l'obertura d'accés al garatge consta d'una gran llinda monolítica d'aspecte megalòman, amb muntants de pedra i amb una inscripció a la llinda.